# Елма
 Тази статия е за града в Съединените щати.  За българското предприятие вижте Елма (предприятие).  
Елма (на английски: Elma) е град в окръг Грейс Харбър, щата Вашингтон, САЩ. Елма е с население от 3049 жители (2000) и обща площ от 4,4 km². Намира се на 15 m надморска височина. ЗИП кодът му е 98541, а телефонният му код е 360.